# Dovania neumanni
Dovania neumanni es una especie de lepidóptero ditrisio de la familia Sphingidae. Se conoce de los bosques de Etiopía.
La longitud de las alas anteriores es de 24 a 26  mm. Es similar a Dovania poecila, pero más pequeño y con antenas más gruesas. Las alas traseras son de color marrón oliva y las bandas abdominales pálidas son mucho menos llamativas.